# Rumersheim-le-Haut
Rumersheim-le-Haut là một xã ở tỉnh Haut-Rhin trong vùng Grand Est ở đông bắc Pháp. Xã này có diện tích 16,67 kilômét vuông, dân số năm 1999 là 1055 người. Khu vực này có độ cao 217 mét trên mực nước biển.